# Sphyrophyllum malleolatum
Sphyrophyllum malleolatum är en insektsart som först beskrevs av Brunner von Wattenwyl 1895.  Sphyrophyllum malleolatum ingår i släktet Sphyrophyllum och familjen vårtbitare. Inga underarter finns listade i Catalogue of Life.